# Microcharon ourikensis
Microcharon ourikensis är en kräftdjursart som beskrevs av Yacoubi-Khebiza, Boulanouar och Nicole Coineau 1997. Microcharon ourikensis ingår i släktet Microcharon och familjen Microparasellidae. Inga underarter finns listade i Catalogue of Life.